# Zbigniew Messner
Zbigniew Stefan Messner (13. března 1929 Stryj, Druhá polská republika – 10. ledna 2014 Varšava) byl polský komunistický ekonom a politik, profesor (od 1972) a rektor (1975–1982) Ekonomické Akademie v Katovicích, předseda vlády Polské lidové republiky (1985–1988).
V září 1988 rezignoval z funkce premiéra z důvodu ekonomické krize.